# Grzegorzewice (powiat grodziski)
Grzegorzewice – wieś sołecka  w Polsce położona w województwie mazowieckim, w powiecie grodziskim, w gminie Żabia Wola. Leży nad Pisią Gągoliną.
Wieś szlachecka położona była w drugiej połowie XVI wieku w powiecie tarczyńskim ziemi warszawskiej województwa mazowieckiego. W latach 1975–1998 miejscowość należała administracyjnie do województwa skierniewickiego.
Mieszkańcy Grzegorzewic, co najmniej od roku 1800, trudnili się tkactwem płótna i sukna. Przed 1830 rokiem były tu znaczne fabryki tych tkanin. W 1827 roku folwark i wieś Grzegorzewice liczyły 24 domy i 190 mieszkańców, ok. 50 lat później było tu przeszło 400 mieszkańców.
W samych Grzegorzewicach i w ich najbliższej okolicy znajdują się liczne stawy retencyjne oraz hodowlane (niektóre nie są już eksploatowane), stanowiące ostoję wielu gatunków ptaków wodnych.
| SIMC    | Nazwa  | Rodzaj    |
| ------- | ------ | --------- |
| 0740412 | Ręczaj | część wsi |

Pałac w Grzegorzewicach - Od 1879 roku Julian Ankiewicz władał posiadłością, dworem, na prawie własności nabytym wraz z folwarkiem Kotbus od poprzednich właścicieli Ksawerego i Józefy Czermińskich. Jego córka Małgorzta Teodora Wiśniewska z Ankiewiczów sprzedaje majątek w 1905 roku Janowi Francewiczowi Kijewskiemu, od którego go odkupuje w 1909 roku  Stefan Ignatiewicz Kuszell (zm. 1920) i przebudowuje  murowany dwór oraz zakłada park (sprzedany przez jego córki Irenę i Janinę w 1927 roku). W latach trzydziestych XX wieku dwór zostaje rozbudowany do neorenesansowej formy pałacu przez chirurga stomatologa profesora Alfreda Seweryna Meissnera, który w jego sąsiedztwie tworzy zespół stawów hodowlanych istniejący do dziś. Od 1945 roku, po parcelacji majątku, pałac i park stopniowo ulegały zniszczeniu aż do 1973 roku, kiedy przekazano je Naczelnej Radzie Adwokackiej, która po remoncie i przebudowie wnętrz, urządziła w pałacu Dom Pracy Twórczej Adwokatury (do roku 2007). Od 2022, pałac w Grzegorzewicach jest wystawiony na sprzedaż.

## Szlaki piesze
- Radziejowice – Grzegorzewice – Skuły (fragment szlaku Rochna – Młochów)
- Grzegorzewice (stacja PKP) – Skuły/Bartoszówka – Kuklówka Zarzeczna i Radziejowicka – Jaktorów